# Diana Romagnoliová
Diana Romagnoliová provdaná Diana Romagnoliová-Takouková (* 14. února 1977 Männedorf, Švýcarsko) je bývalá švýcarská sportovní šermířka, která se specializovala na šerm kordem. Švýcarsko reprezentovala v devadesátých letech a v prvním desetiletí jednadvacátého století. Na olympijských hrách startovala v roce 2000 v soutěži jednotlivkyň a družstev. V roce 1999 obsadila druhé místo na mistrovství světa v soutěži jednotlivkyň. Se švýcarským družstvem kordistek vybojovala na olympijských hrách 2000 stříbrnou olympijskou medaili. S družstvem kordistek dále vybojovala v roce 2001 druhé místo na mistrovství světa a v roce 2000 titul mistryň Evropy.